# Contre-espionnage
Le contre-espionnage (ou contrespionnage) vise à rechercher, identifier et contrecarrer les activités, traditionnelles ou nouvelles, d'espionnage.

## Méthodes
Au-delà des pratiques de sécurité de l'information, le contre-espionnage a pour but de s'opposer activement à une action précise de renseignement. Les nations les plus actives sur le plan international ont des services de contre-espionnage, de même que certaines industries et organisations criminelles. Leurs méthodes incluent l'écoute des communications et la surveillance de suspects, l'utilisation d'agents doubles et la surveillance de personnel diplomatique légitime qui pourrait avoir des liens avec des agents de renseignement.
Bien que les agences qui font du contre-espionnage aient habituellement un pouvoir d'arrestation sur les suspects impliqués, il est souvent plus avantageux de poursuivre leur surveillance. De la désinformation peut alors être utile pour tromper les espions et leurs liaisons, ou leur faire cesser leurs activités lorsqu'ils se rendent compte que leurs informations sont erronées ou que leur identité a été divulguée.
Outre ces méthodes, une première approche est de s'attaquer au cycle du renseignement de la partie adverse :
- en induisant l'adversaire à se poser les mauvaises questions, donc à se fixer les mauvais objectifs de recherche d'information ;
- en cachant les sources de valeur[2] ;
- en formant le personnel à la sécurité de l'information, en généralisant l'usage des broyeurs de documents, en s'assurant qu'aucune donnée sensible ne soit accessible sur l'internet... ;
- en publiant de faux schémas d'interprétation ;
- en protégeant les documents par des mots de passe, ou les courriels par des avertissements juridiques.

Une autre approche est plus offensive :
- mise en avant de fausses sources (leurres) donnant l'alarme ;
- utilisation des missiles informationnels. Par exemple, si une organisation détecte des investigateurs trop curieux, elle peut s'arranger pour leur faire transmettre elle-même discrètement des documents sacrifiés, afin de les désinformer ou les compromettre. Ces pratiques de missiles informationnels ont été largement utilisées dans des affaires récentes, telles que l'affaire Rhodia et l'affaire Clearstream.

## Agences
- Allemagne : Bundesamt für Verfassungsschutz (BfV)
- Algérie : Département du Renseignement et de la Sécurité (DRS)
- Australie : Australian Security Intelligence Organisation (ASIO)
- Belgique : Sûreté de l'État (civil) et Service général du renseignement et de la sécurité (militaire)
- Canada : Service canadien du renseignement de sécurité (SCRS, CSIS) ; Unité nationale de contre-ingérence des Forces canadiennes
- Corée du Sud : Defense Security Support Command (DSSC)
- Espagne: Centro Nacional de Inteligencia (CNI)
- États-Unis : Central Intelligence Agency (CIA), Defense Intelligence Agency (DIA), Federal Bureau of Investigation (FBI)
- France : le contre-espionnage relève de la compétence exclusive de la direction générale de la Sécurité intérieure (DGSI)[3]. La direction générale de la Sécurité extérieure (DGSE) a toutefois succédé au Service de documentation extérieure et de contre-espionnage (SDECE)[4].
- Israël : Shabak
- Maroc : Direction générale de la surveillance du territoire (DGST)
- Royaume-Uni : Security Service (MI5)
- Russie : Service fédéral de sécurité de la fédération de Russie (FSB)
- Suède : Säkerhetspolisen (SÄPO)

### Anciennes agences
- France de Vichy : Contre-espionnage (1940-1945)
- Empire russe : Okhrana
- Union soviétique : KGB
- Yougoslavie : KOS